# Дамлуп
Дамлуп (фр. Damloup) насеље је и општина у североисточној Француској у региону Лорена, у департману Меза која припада префектури Верден.
По подацима из 2011. године у општини је живело 146 становника, а густина насељености је износила 27,65 становника/km². Општина се простире на површини од 5,28 km². Налази се на средњој надморској висини од 230 метара (максималној 357 m, а минималној 220 m).

## Демографија
| 1962. | 1968. | 1975. | 1982. | 1990. | 2011. |
| ----- | ----- | ----- | ----- | ----- | ----- |
| 116   | 112   | 90    | 95    | 109   | 146   |

График промене броја становника у току последњих година